# Glandulactis spetsbergensis
Glandulactis spetsbergensis is een zeeanemonensoort uit de familie van de Actinostolidae. De wetenschappelijke naam van de soort is voor het eerst geldig gepubliceerd in 1893 door Carlgren.